# Sakai Tadatsugu
Sakai Tadatsugu (酒井 忠次, 1527-17 décembre 1596) est l'un des commandants militaires les plus accomplis et des plus en faveur au service de Tokugawa Ieyasu à la fin de l'époque Sengoku. Il est considéré comme l'un des Quatre gardiens des Tokugawa (Tokugawa shitennō) avec Honda Tadakatsu, Ii Naomasa et Sakakibara Yasumasa.

## Généalogie du clan Sakai
Le clan Sakai qui apparaît au XIVe siècle dans la province de Mikawa, prétend descendre de Minamoto Arichika. Arichika a deux fils : l'ainé, Yasuchika, prend le nom de « Matsudaira » et Chikauji, le plus jeune, prend le nom de « Sakai ».
Sakai Hirochika, fils de Chikauji, a également deux fils et leurs descendants donnent naissance aux deux principales branches du clan Sakai. Tadatsugu est l'héritier de la branche senior du clan.

## Biographie

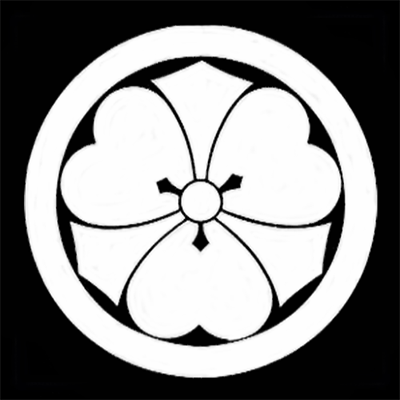
Emblème (mon) du clan Sakai.

Né en 1527, Tadatsugu est le fils de Sakai Tadachika, vassal héréditaire du clan Matsudaira de la province de Mikawa. Lorsque Tadatsugu devient adulte, il sert d'abord Matsudaira Hirotada, le père de Tokugawa Ieyasu. Après 1560, lorsque Ieyasu coupe les liens avec le clan Imagawa, Tadatsugu reçoit le commandement du château de Yoshida à l'est de Mikawa (ville actuelle de Toyohashi).
En 1573, au cours de la bataille de Mikatagahara, Tadatsugu sécurise le flanc droit des Tokugawa et voit ses hommes sévèrement battus par les forces opposées des Takeda. Lorsque Ieyasu et ses alliés font retraite vers le château de Hamamatsu, Tadatsugu participe à la ruse qui atténue les effets de la victoire de Takeda sur le terrain et les forces des Takeda se retirent.
Durant la bataille de Nagashino, il mène avec succès une attaque nocturne contre les Takeda.

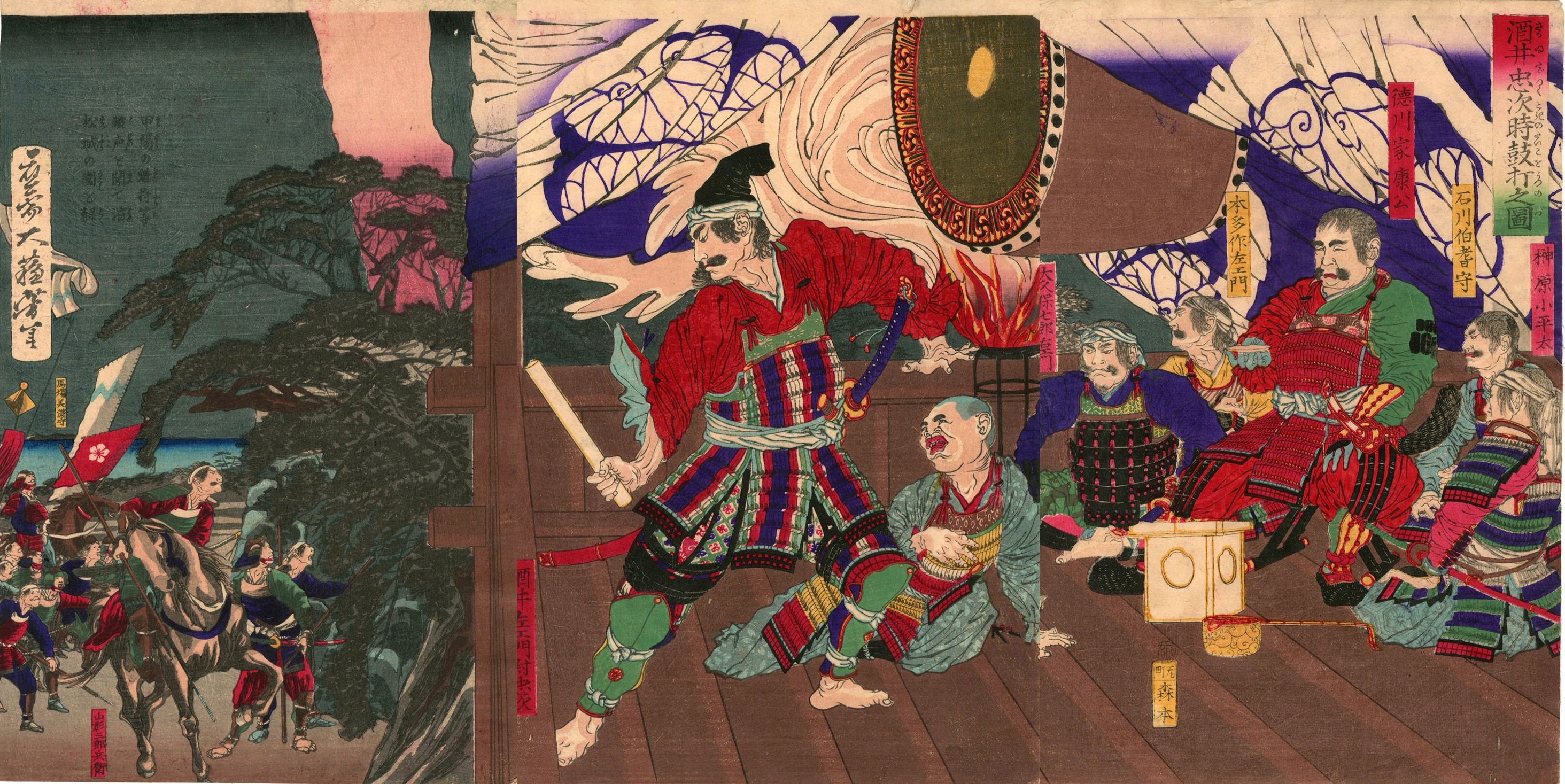
Tambour de Sakai Tadatsugu.

En 1567, la majorité des forces des daimyos des armées Tokugawa sont organisées en deux divisions, chacune avec un commandant distinct. Tadatsugu est placé à la tête des forces de deux daimyos vassaux des Tokugawa et son homologue, Ishikawa Kazumasa, reçoit le commandement des forces de treize daimyōs vassaux. Les qualités éprouvées de fidélité, de fiabilité et de commandement de Tadatsugu sont manifestement illustrées par ce degré de délégation de pouvoirs et d'autorité.
En 1578, Sakai Ietsugu (1564-1619), le fils de Tadatsugu, reprend le rôle de son père, châtelain du château de Yoshida. Le « Ie- » au début du nom de Ietsugu est un honneur décerné par Tokugawa Ieyasu, qui récompense les vassaux qui se sont distingués de façon particulière en leur permettant d'utiliser l'un des kanjis de son nom.
Au cours de la bataille de Komaki et Nagakute, il repousse avec succès un mouvement de Toyotomi Hideyoshi contre le château de Kiyosu dirigé par Mori Nagayoshi, un commandant de Toyotomi. En 1590, pendant la campagne d'Odawara, Tadatsugu reçoit l'ordre d'accompagner Tokugawa Hidetada, fils et héritier de Ieyasu, à Kyoto où il sert d'otage de la loyauté de Ieyasu auprès de Toyotomi durant cette campagne. Après la bataille, Hideyoshi ordonne au clan Tokugawa de déménager de leurs possessions ancestrales dans la région de Kantō. Tadatsugu prend sa retraite mais son fils Ietsugu reçoit un fief fudai d'une valeur de 30 000 koku à Usui, dans la province de Shimōsa et Tadasugu l'y accompagne.
Tadatsugu décède à Kyoto au début de l'hiver 1596. Après la mort de Tadatsugu, le clan Sakai continue à prospérer. En 1604, ses descendants quittent le domaine de Takasaki (50 000 koku) dans la province de Kōzuke ; en 1616, ils s'installent au domaine de Takata (100 000 koku) dans la province d'Echigo ; en 1619, ils sont transférés au domaine de Matsushiro dans la province de Shinano puis, de 1622 jusqu'en 1868, ils sont installés au domaine de Tsuruoka (120 000 koku) dans la province de Dewa. Le chef du clan Sakai est anobli « comte » dans le nouveau système de noblesse instauré lors de l'ère Meiji.

## Source de la traduction
- (en) Cet article est partiellement ou en totalité issu de l’article de Wikipédia en anglais intitulé « Sakai Tadatsugu » (voir la liste des auteurs).